# Dillon Boucher
Pour les articles homonymes, voir Boucher.
Dillon Boucher, né le 27 décembre 1975 à New Plymouth, en Nouvelle-Zélande, est un joueur néo-zélandais de basket-ball, évoluant au poste d'ailier.